# Zefiro
Zèfiro (in greco antico: Ζέφυρος?, Zéphyros) o Zèffiro è un personaggio della mitologia greca, la personificazione del vento che soffia da ponente (l'ovest), figlio del titano Astreo e di Eos.
Le traduzioni latino riportano zephirum (cioè Zèfiro, personificazione del vento di ponente, che spirava leggero e quasi inavvertito) a indicare, per assonanza, il termine arabo ṣifr (صفر), che rappresenta il "vuoto". Grazie al matematico pisano Leonardo Fibonacci e alle traduzioni veneziane (zevero), il termine è stato poi usato per indicare il concetto di "zero", attualmente in uso. 
Nella lingua albanese “zë” indica la voce, mentre il verbo “fryj” rappresenta il soffio. 

## Genealogia
Sposò Clori e da lei ebbe Carpo. 

Dall'arpia Celeno (che aveva preso le sembianze di una giumenta), ebbe Balio e Xanto, i cavalli immortali di Achille.

## Mitologia

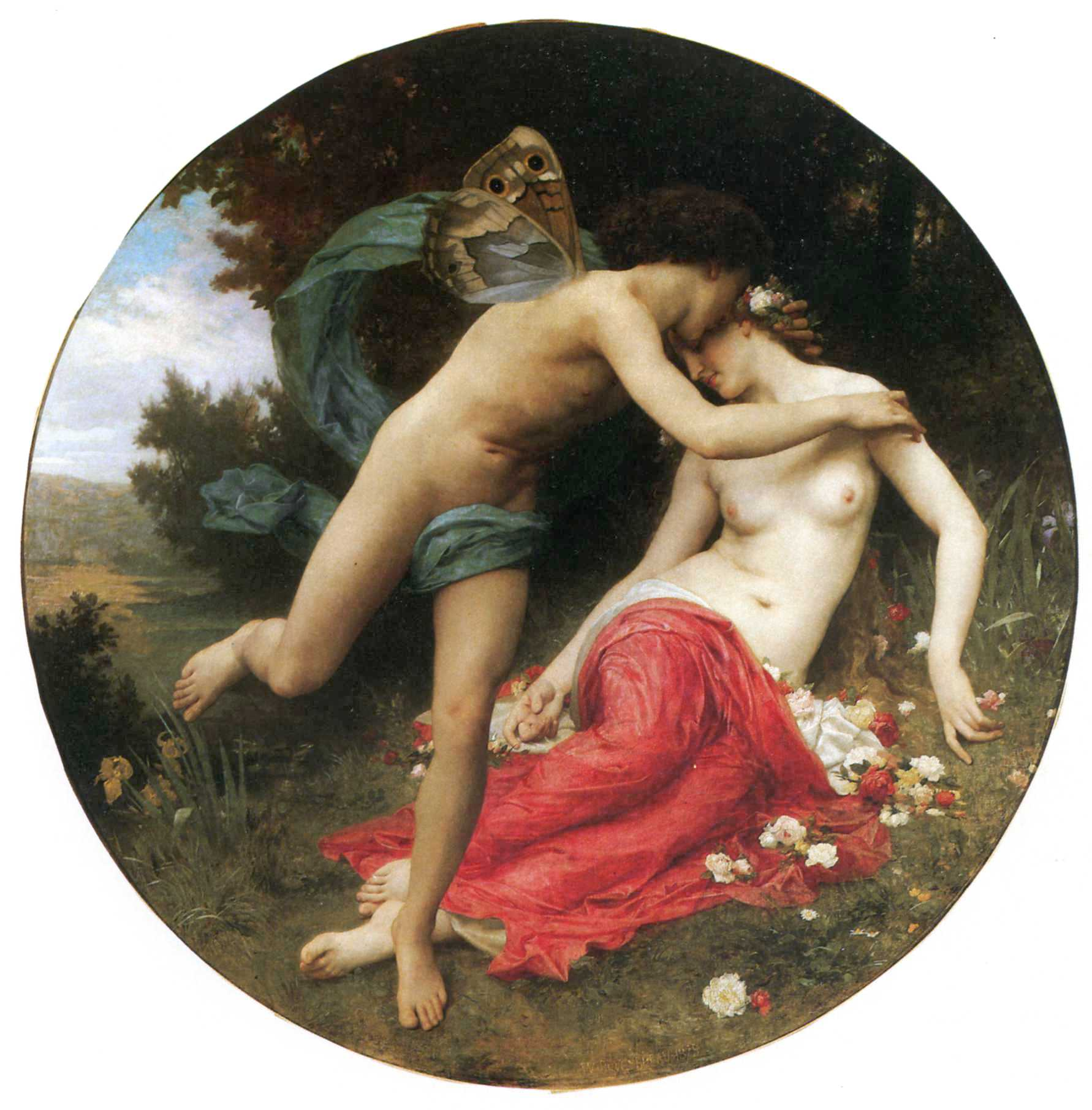
Flora e Zefiro, dipinto di William-Adolphe Bouguereau

Zefiro viene raffigurato come un giovane alato, che tiene in mano un mazzo di fiori primaverili, si diceva che vivesse in una caverna in Tracia. 

Nell'Iliade Omero descrive Zefiro come un vento violento o piovosoOmero, nell'Odissea lo indica come il vento donato da Eolo a Ulisse per tornare ad Itaca,mentre più tardi sarà considerato leggero, simile alla brezza e messaggero della primavera.
Innamoratosi del giovane principe spartano, Giacinto, lo contese ad Apollo. Un giorno, accecato dalla gelosia, Zefiro deviò un disco lanciato dal dio, che colpì Giacinto, uccidendolo.
Dai Romani Zefiro veniva chiamato Favonio (da cui il tedesco Föhn).

## Zefiro nella cultura di massa
Proprio nell'accezione di vento di ponente, Dante lo evoca in una perifrasi poetica per indicare la penisola Iberica [Par. XII, 46—48]